# Marcin Kubiak
Pour les articles homonymes, voir Kubiak.
Marcin Antoni Kubiak est un astrophysicien polonais qui a obtenu son titre de professeur le 25 avril 1994. Membre du comité d'astronomie de l'Académie polonaise des sciences, membre de l'Optical Gravitational Lensing Experiment (OGLE), co-découvreur (avec l'équipe OGLE) de nombreux systèmes planétaires extrasolaires (par exemple, OGLE-2006-BLG-109L (en)). Auteur d'un livre académique largement utilisé pour les étudiants en astronomie, Les étoiles et la matière interstellaire (en polonais Gwiazdy i materia międzygwiazdowa). Il fut le directeur de l'Observatoire astronomique de l'Université de Varsovie de 1986 à 2008. Il est le directeur de la revue scientifique trimestrielle Acta Astronomica et président de la Fondation Nicolas-Copernic pour l'astronomie polonaise.
Il est un des co-découvreurs de (471143) Dziewanna, un objet transneptunien et peut-être une planète naine.